# Chata (embarcação)

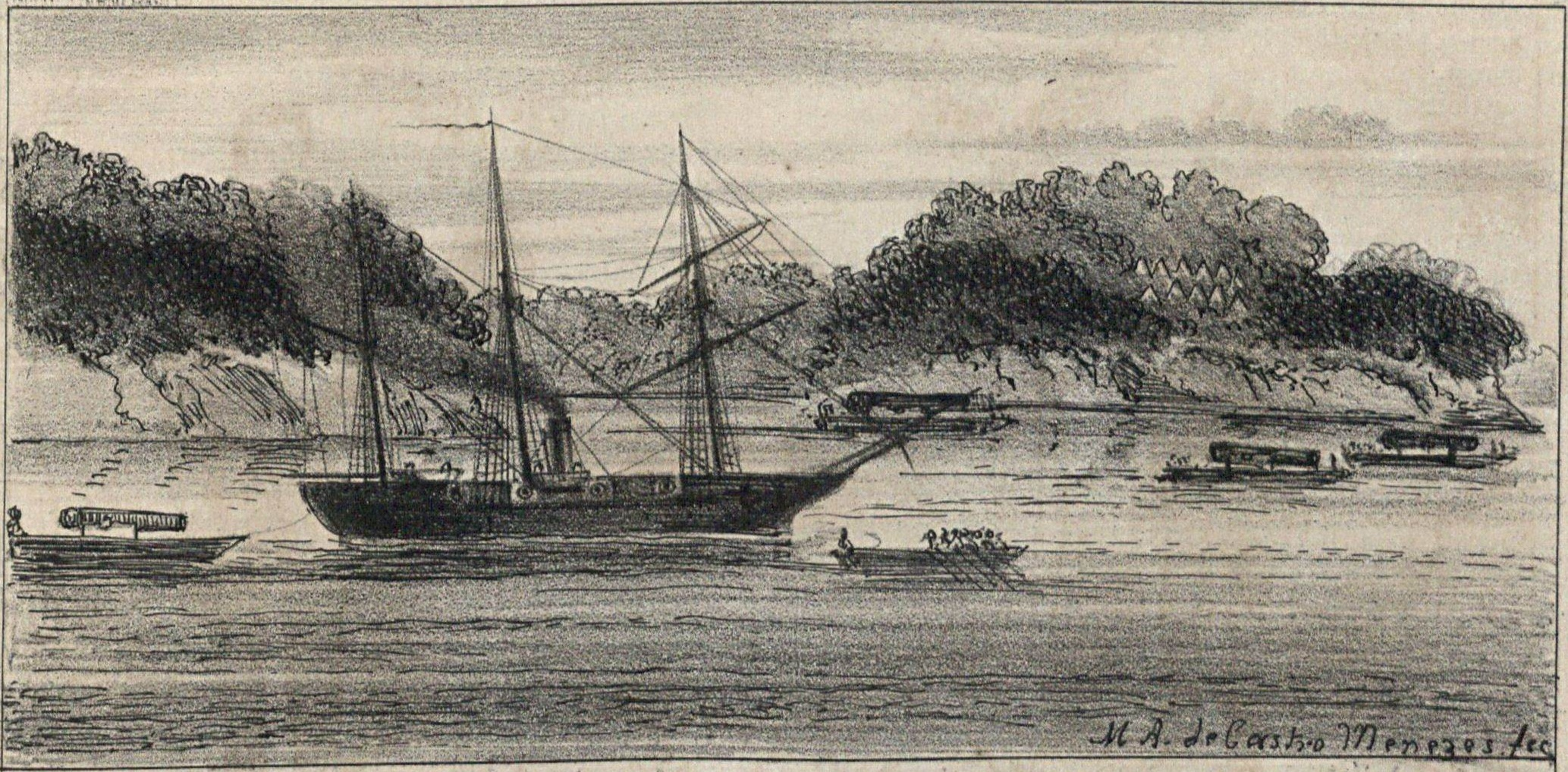
A canhoneira Araguari aprisionando chatas paraguaias na noite de 11 de junho de 1865, durante a Batalha do Riachuelo.

O termo chata é atribuído a diferentes tipos de embarcação de pequeno calado e fundo chato. As chatas podem ter sua própria propulsão ou serem rebocadas.
São assim chamadas as embarcações de serviço em portos, seja para a dragagem, carga e descarga de navios ou abastecimento de óleo. Também são chamadas chatas as embarcações de duas proas fortemente construídas. 
Chatas artilhadas foram amplamente usadas pelo Paraguai na Guerra da Tríplice Aliança. Estas eram rebocadas até o local do combate. Por terem baixa altura representavam um alvo difícil para os navios da Marinha do Brasil. Tiveram importante participação na Batalha do Riachuelo.